# Косарин, Кира
Кира Николь Косарин (англ. Kira Nicole Kosarin; род. 7 октября 1997, Бока-Ратон, Флорида, США) — американская актриса, певица и танцовщица. Наиболее известна ролью Фиби Сандермен в американском ситкоме «Грозная семейка». И в его продолжении «Возвращение грозной семейки»

## Биография
Родилась в еврейской семье, предки которой происходят из Восточной Европы. В ранние годы Кира занималась танцами и гимнастикой, изучала балет в театре Boca Ballet и посещала среднюю школу Pine Crest School. Её родители работают в бродвейских театрах, мама — актриса, папа — режиссёр по звуку, дирижёр и музыкальный продюсер.
Однажды побывав на семинаре актёрского мастерства, она полюбила телевизионную деятельность и решила переехать в Лос-Анджелес, штат Калифорния, в 2011 году, чтобы заниматься карьерой на телевидении. С 2013 по 2018 годы снималась в сериале «Грозная семейка».

## Личная жизнь
С июля 2014 года Кира встречалась с американским актёром Чейзом Остином, но в ноябре 2015 года Кира подтвердила, что рассталась с ним. в одном из видео под названием "Rock Climbing in Malibu (W/ My Husband!) | July Vlog PT 2" на своем ютуб канале, представила своего мужа.

## Фильмография
| Год       |    | Русское название            | Оригинальное название  | Роль           |
| --------- | -- | --------------------------- | ---------------------- | -------------- |
| 2012      | с  | Танцевальная лихорадка!     | Shake It Up            | Рейна Кумар    |
| 2013—2018 | с  | Грозная семейка             | The Thundermans        | Фиби Сандермен |
| 2014      | с  | Призраки дома Хатэвэй       | The Haunted Hathaways  | Фиби Сандермен |
| 2014—2015 | с  | Астрид Кловер               | Astrid Clover          | Стелла         |
| 2015      | тф | Этот безумный круиз         | One Crazy Cruise       | Элли Дженсен   |
| 2016      | с  | Школа рока                  | School of Rock         | Оливиана       |
| 2016      | с  | Опасный Генри               | Henry Danger           | Фиби Сандермен |
| 2024      | тф | Возвращение грозной семейки | The Thundermans Return | Фиби Сандермен |

## Дискография

### Студийные альбомы
| Название  | Детали                                                                                 |
| --------- | -------------------------------------------------------------------------------------- |
| Off Brand | - Релиз: 10 апреля 2019 - Лейбл: Off Brand Music - Формат: Цифровая загрузка, стриминг |

### Мини-альбомы
| Songbird      | - Релиз: 15 июля 2020 - Лейбл: Off Brand Music - Формат: Цифровая загрузка, Стриминг |                     |                         |                                     |
| Something New |                                                                                      | Релиз: 15 Июля 2022 | Лейбл: Republic Records | Формат: Цифровая загрузка, Стриминг |

### Синглы
| Год  | Название                                     | Альбом              |
| ---- | -------------------------------------------- | ------------------- |
| 2013 | Replay                                       | Внеальбомные синглы |
| 2017 | Worst Guy at the Beach                       | Внеальбомные синглы |
| 2018 | SPY                                          | Внеальбомные синглы |
| 2019 | Vinyl                                        | Внеальбомные синглы |
| 2019 | Take This Outside                            | Off Brand           |
| 2019 | Love Me Like You Hate Me                     | Off Brand           |
| 2019 | 47 Hours                                     | Off Brand           |
| 2019 | Simple (совместно с Carneyval)               | Внеальбомный сингл  |
| 2020 | Something To Look Forward To                 | Songbird            |
| 2020 | First Love Never Lasts                       | Songbird            |
| 2020 | Loving You Silently                          | Songbird            |
| 2020 | FaceTime                                     | Songbird            |
| 2021 | First Love Never Lasts (Sleeping Lion Remix) | Внеальбомные синглы |
| 2021 | December                                     | Внеальбомные синглы |
| 2022 | mood ring                                    | Something New       |
| 2022 | parachute (plan b)                           | Something New       |
| 2022 | goodbye & thank u                            | Something New       |

## Награды и номинации
| Год  | Награда             | Категория                   | Работа          | Результат | Прим.  |
| ---- | ------------------- | --------------------------- | --------------- | --------- | ------ |
| 2015 | Kids’ Choice Awards | Любимая актриса телевидения | Грозная семейка | Номинация | [ 17 ] |
| 2016 | Kids’ Choice Awards | Любимая актриса телевидения | Грозная семейка | Номинация | [ 18 ] |
| 2017 | Kids’ Choice Awards | Любимая актриса телевидения | Грозная семейка | Номинация | [ 19 ] |
| 2018 | Kids’ Choice Awards | Любимая актриса телевидения | Грозная семейка | Номинация | [ 20 ] |